# Christifideles laici
Christifideles laici – adhortacja papieża Jana Pawła II opublikowana w roku 1988.
Była owocem obrad VII Zwyczajnego Zgromadzenia Synodu Biskupów, które odbywało się w Rzymie od 1 października do 30 października 1987. Dokument był nawiązaniem do II soboru watykańskiego i jego konstytucji dogmatycznej Lumen gentium oraz dekretu o statusie świeckich w strukturze Kościoła Apostolicam actuositatem.
Kościół jako wspólnota ludzi ochrzczonych i wierzących widzi szczególne miejsce laikatu w swojej działalności i funkcjonowaniu. Świeccy winni się angażować w życie wspólnoty zarówno w wymiarze powszechnym jak i lokalnym (osobista świętość, życie parafii, polityka, małżeństwo, rodzina, ewangelizacja, kultura). W sposób szczególny została podkreślona rola kobiet w misji Kościoła.
Jan Paweł II podpisał dokument w Rzymie 30 grudnia 1988, w Uroczystość Świętej Rodziny. Był to jedenasty rok jego pontyfikatu.
Dokument papieski składa się z wprowadzenia, pięciu obszernych rozdziałów, apelu i modlitwy do Bogarodzicy. Pełny tytuł dokumentu:

Posynodalna adhortacja apostolska Christifideles laici Ojca Świętego Jana Pawła II o powołaniu i misji świeckich w Kościele i w świecie dwadzieścia lat po Soborze Watykańskim II

## Główne tematy
- Sekularyzm a potrzeba religii
- Osoba Ludzka: godność deptana i wywyższana
- Nieustające konflikty a sprawa pokoju
- Jezus Chrystus nadzieją ludzkości
- Godność katolików świeckich
- Kim są świeccy?
- Udział świeckich w kapłańskim, prorockim i królewskim urzędzie Chrystusa
- Posługa i charyzmaty
- Uczestnictwo świeckich w życiu Kościoła
- Formy uczestnictwa
- Formy uczestnictwa zrzeszonego
- Współodpowiedzialność świeckich w Kościele
- Szacunek dla życia (zagadnienia aborcji i eutanazji)
- Rodzina pierwszą płaszczyzną społecznego zaangażowania
- Miłość duszą i podstawą solidarności
- Zaangażowanie polityczne ludzi świeckich
- Współobecność i współpraca mężczyzn i kobiet
- Współpracownicy Boga - wychowawcy
- Chorzy i cierpiący
- Ludzie starsi i dar mądrości